# Sandviks glasbruk
För Sandviks glasbruk i Minneberg, Stockholm, se Sandviks glasbruk, Minneberg.

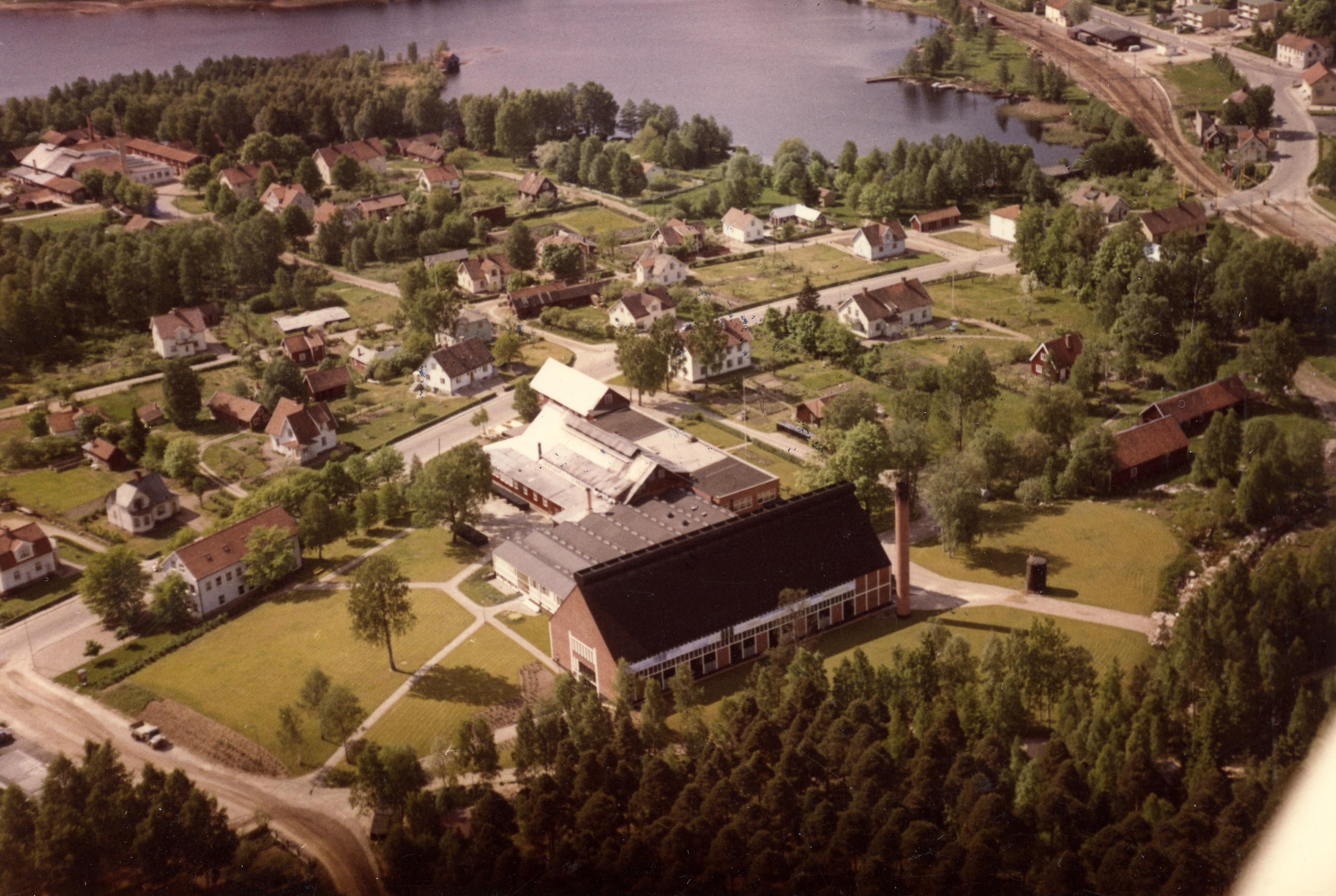
Flygfoto över Sandviks glasbruk, Hovmantorp, 1963

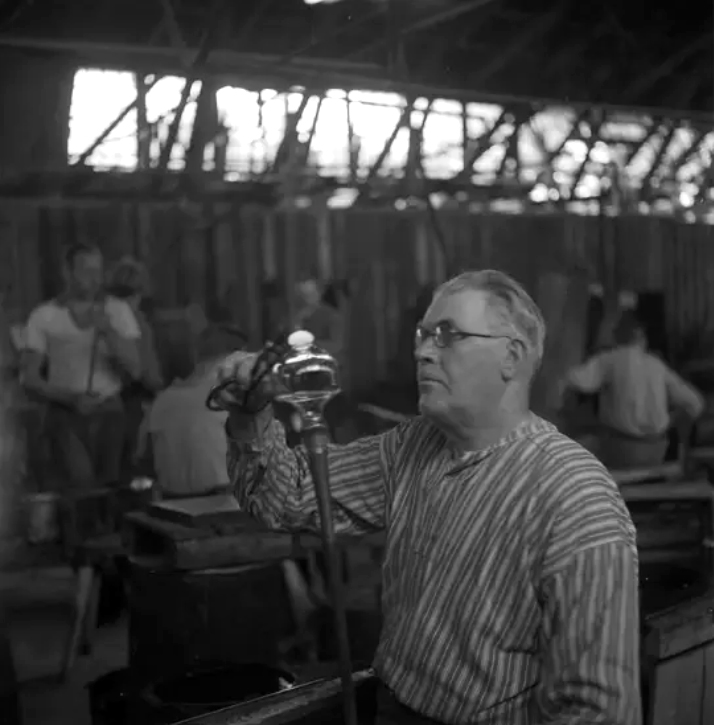
Mästare Viktor Jakobsson på Sandviks glasbruk ca 1940

Sandviks glasbruk var ett småländskt glasbruk beläget i Hovmantorp i Lessebo kommun, grundat 1889 av Janne Söderbom (Kosta), Alfred Lϋcklig (Lindefors), Franz Creutzer (Reijmyre) och Valfrid Heintze (Transjö). Aktiebolaget upplöstes redan något år senare och Janne Söderbom blev då ensam ägare. Bruket gick dock i konkurs före jul 1902. Brukspatronen Alfred Sjö på Lindefors glasbruk var en mycket kapitalstark man och han köpte Sandvik 1902 för 35 000 kronor. 
Bruket inköptes 1903 av hyttmästaren vid Kosta glasbruk, Edvard Strömberg, som drev bruket fram till 1917 med tillverkning av hushållsglas i ofärgad massa samt glaskonservburkar. År 1918 köptes bruket av Orrefors glasbruk och Sandviks glasbruk började tillverka produkter under Orrefors varumärke. Edvard Strömberg blev i samband med detta VD för företaget. Samtidigt knöts formgivare till bruket; bland annat har Simon Gate och Edward Hald varit verksamma vid Sandvik. Bland glasblåsarmästarna märks namn som Fritz Sjögren, Gustav Augustsson och Frans Hirsch; man hade 1978 omkring 140 anställda.

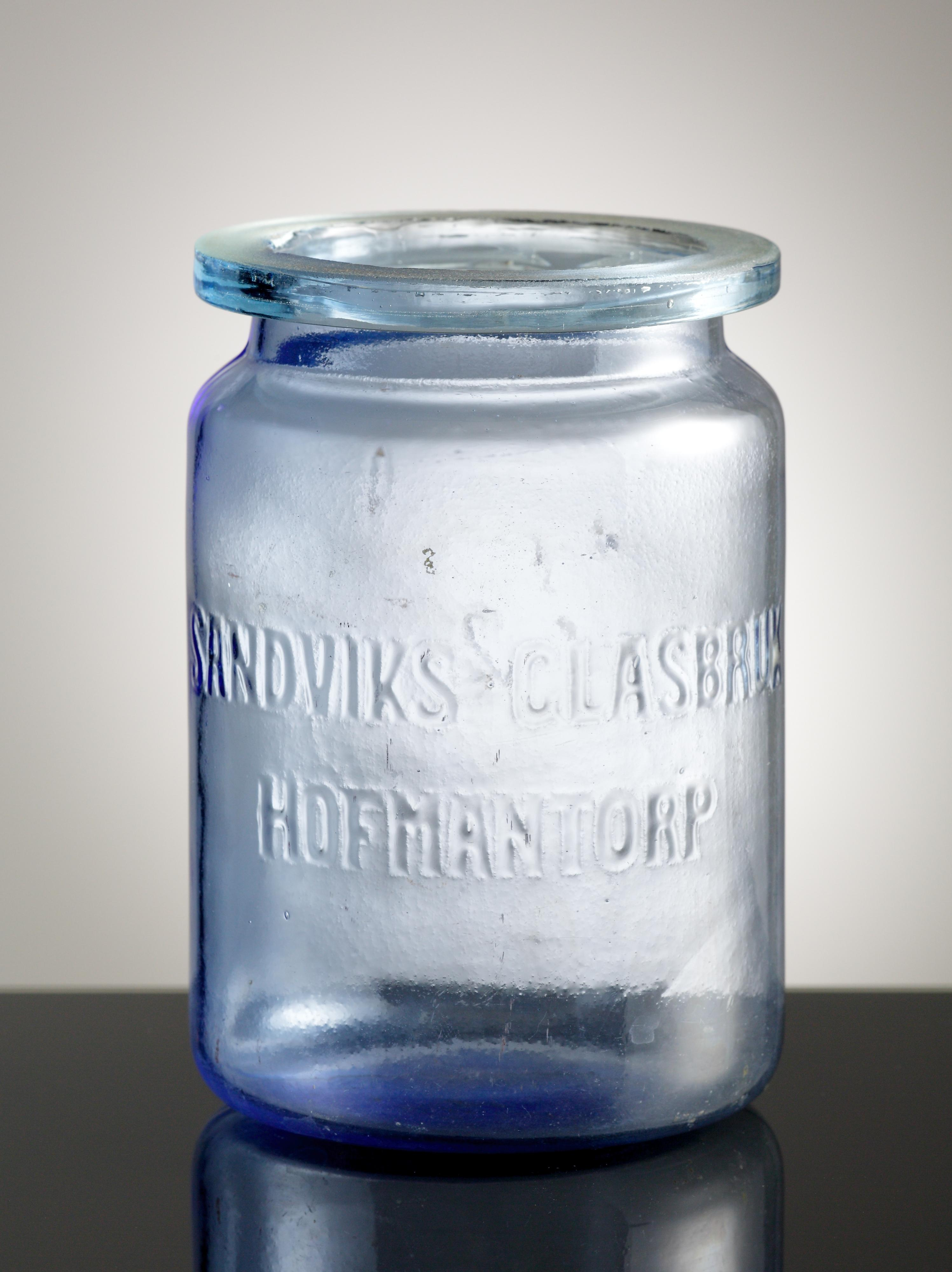
Blå inläggningsburk från Sandvik

År 2004 lades produktionen ned.